# Schola Cantorum (medieval)
La Schola Cantorum fue el coro papal durante la Edad Media, especializado en la interpretación musical durante la misa en la iglesia.
Se cree que aparece en el siglo IV, con el papa Silvestre I, aunque fue el papa Gregorio Magno quien establece la escuela con una base firme y la dota adecuadamente
El coro estaba comprendido por un rango de entre 20 a 30 hombres y jóvenes cualificados.

## Herencia antigua
Debido a la falta de un sistema de notación y de escritos teóricos, es muy poco lo que se sabe sobre los sistemas musicales anteriores a los griegos. Los músicos de la Edad Media no tenían ni un solo ejemplo de música griega o romana. No fue hasta el Renacimiento cuando los historiadores descubrieron unos pocos cantos e himnos antiguos de la época clásica. A partir de estos ejemplares supervivientes, podemos ver que la música primitiva se desarrolló de dos formas principales. La primera fue que el canto era principalmente monofónico, es decir, la melodía sin armonía ni contrapunto. El solista cantaba basándose en la repetición de dos tonos vecinos sin acompañamiento. La segunda era de un estilo improvisado en el que la melodía y el ritmo estaban íntimamente ligados a la melodía y el ritmo de la poesía.
En Occidente, los romanos dejaron muy pocas huellas del desarrollo musical, en parte porque se suprimió deliberadamente durante la persecución de los cristianos en los dos primeros siglos. Los dirigentes de la primera iglesia cristiana querían exterminar la música que tenía recuerdos asociados a las juergas y los rituales con la música romana. Sin embargo, fue durante este periodo cuando el arte, la arquitectura, la música, la filosofía, los nuevos ritos religiosos y muchos otros aspectos de la cultura griega fueron traídos del mundo helenístico. No se sabe con certeza si los romanos hicieron alguna contribución significativa a la teoría o la práctica de la música, pero los historiadores están seguros de que su música derivó de los griegos.
El canto es tan básico para el hombre que sus orígenes se pierden en la antigüedad y son anteriores al desarrollo del lenguaje hablado. Sin embargo, sabemos que la música de la Alta Edad Media en Europa Occidental derivaba de los antiguos griegos en cuanto a forma y concepto. El cantante cantaba melodías improvisadas o monofónicas con el ritmo, el acento y el movimiento acordes con el texto. Esta antigua herencia influiría enormemente en el desarrollo de la música en Europa Occidental a través de la Iglesia cristiana.

## Iglesia cristiana primitiva
La paz entre la Iglesia y el Imperio Romano afectó mucho a la vida litúrgica y a la práctica musical de los cristianos. En el siglo IV d. C., Constantino fue el primer emperador romano que se convirtió al cristianismo. Esta conversión llevó a la proclamación del Edicto de Milán, que decretó la tolerancia religiosa en todo el imperio. Con más y más conversos, estaba claro que los servicios ya no podían realizarse de la manera informal de los primeros tiempos. Esta libertad religiosa permitió a la iglesia construir grandes basílicas que hicieron posible el culto público y que los cristianos asumieran por fin una nueva dignidad. La música, en particular, tenía su propio lugar en estas basílicas recién construidas. A medida que la primitiva iglesia de Jerusalén se extendía hacia el oeste de Europa, traía consigo elementos musicales de diversas zonas. Fue en esta época cuando la Schola Cantorum hizo su primera aparición en el servicio de la celebración litúrgica.

## Escuelas de cantores
Los lombardos, los francos y los godos dominaban la faz de Europa occidental en el siglo VII y principios del VIII. La idea de unidad y centralización era sencillamente desconocida durante esta época, por lo que las iglesias locales eran relativamente independientes. Cada región de Occidente probablemente recibió la herencia oriental de elementos musicales de forma ligeramente diferente. Esto hizo que cada región produjera varias liturgias distintas y cuerpos de música litúrgica propios. Aunque cada región compartía la misma lengua del latín, tenían textos y música diferentes. Sabemos con certeza que existía el canto benaventano, el canto romano, el canto ambrosiano, el canto hispano y varios tipos de canto galicano. Cada una de estas divisiones políticas desarrolló su propio repertorio de melodías para cantar los textos sagrados].

## El coro papal
Se dice que la primera Schola Cantorum de Roma fue fundada por el Papa Silvestre en el año 314. La música evolucionó desde un simple canto al unísono hasta un estilo coral polifónico muy desarrollado. El canto solía ser interpretado por el clero, pero en el año 367, el Concilio de Laodicea prohibió el canto congregacional y puso el servicio musical en manos del coro capacitado[18]. Con cantantes capacitados para la parte musical de la liturgia, el clero podía centrar su atención en lo más importante, que era su oficio.
La Schola Cantorum del Papa Silvestre de Roma se instituyó para el estudio de los cantos, no para la técnica vocal. El canto unitario era una obviedad y una necesidad, pero no tardó en darse cuenta Silvestre de que había que impartirle algún tipo de estilo. En este sentido, se abordó el tema de la uniformidad, lo que condujo inevitablemente al manejo de la respiración, que llevó al descubrimiento de los elementos fundamentales de la técnica vocal. La escuela de Silvestre exigía que los cantos se entonaran con una melodía perfectamente fluida y suave. Los instructores solían llevar a sus alumnos al límite, pues reconocían que el legato puro era esencial para perfeccionar el canto.
El empleo de cantantes profesionales en la iglesia desempeñó un papel destacado en el desarrollo del canto llano simple. Los cantantes dominaban un estilo unido a un acabado técnico de elegancia y empezaron a florecer su canto con la ornamentación que había existido en la época clásica. Estos cantos no eran fáciles, ni se cantaban de forma aburrida y monótona. Los cantantes los llenaban de gran riqueza y variedad. Este empleo de cantantes formados actuó como precursor de la institución que más tarde reorganizó el papa Gregorio I. El propósito de la schola era enseñar tanto las técnicas de canto como el repertorio de canto llano aprendido por la tradición oral. Sin embargo, fue el Papa Gregorio I quien estandarizó el repertorio litúrgico sobre una base firme. Esta escuela romana duró un periodo de nueve años, en los que se formó el coro en la mayoría de las funciones papales y fue facilitada por el cantor.